# Ruben L. Oppenheimer
Ruben L. Oppenheimer (Maastricht, 25 april 1975) is een Nederlands cartoonist, bekend van zijn politieke spotprenten.

## Biografie
Oppenheimer studeerde grafische vormgeving aan de Academie Beeldende Kunsten Maastricht en illustratieve vormgeving aan de Karel de Grote-Hogeschool te Antwerpen.
Oppenheimer is als freelancer verbonden aan De Standaard, het Algemeen Dagblad, De Gelderlander, het Brabants Dagblad , de Leeuwarder Courant, NRC Handelsblad en nrc.next. In deze bladen verschijnen zijn cartoons regelmatig met als handtekening Rubenl.nl.
In oktober 2014 rees een geschil tussen Oppenheimer en advocaat Theo Hiddema, waarin het draaide om het recht op vrijheid van meningsuiting tegenover het recht op bescherming van de eer en goede naam. Daarin bepaalde de rechtbank van Maastricht dat Oppenheimer en huis-aan-huiskrant De Ster een rectificatie moesten plaatsen naar aanleiding van een cartoon waarin advocaat Hiddema een 'louche advocaat' was genoemd (dit nadat iemand Hiddema had beschuldigd van omkoping). In hoger beroep werd geoordeeld dat de cartoon geoorloofd was.
In 2019 maakte Oppenheimer bezwaar tegen misbruik van zijn werk door de SP in een campagnefilmpje voor de Europese verkiezingen.
Op 11 september 2021, twintig jaar na de aanslag op de Twin Towers in New York, ontstond ophef over een sportprent van Oppenheimer, waarin hij D66-leider Sigrid Kaag op een bezem op de Twin Towers met daarop het gezicht van premier Mark Rutte laat afkoersen. In het tv-programma Op1 verklaarde Oppenheimer dat het bedoeld was als Kaag die de bestaande politieke orde (Rutte) aanviel.

## Prijzen
- 2005: BeNe-prijs
- 2010: Solidarity Award
- 2015: Membredeprijs
- 2016: Tweede prijs Nederlands Cartoonfestival